# هنري باول
هنري باول (بالإنجليزية: Henry Powell)‏ هو سياسي أمريكي، ولد في 7 ديسمبر 1838، وتوفي في 9 أبريل 1902. حزبياً، نشط في الحزب الجمهوري. وقد انتخب عضو جمعية ولاية ويسكونسن.